# Nives Kalin Vehovar
Nives Kalin Vehovar, slovenska arhitektka in oblikovalka, * 17. marec 1932, Ljubljana, † 2007.
Z očetom, slovenskim kiparjem Borisom Kalinom, je Nives Kalin leta 1958 ustvarila spomenik železničarjem v Ljubljani, kasneje pa je z možem, arhitektom in oblikovalcem Francijem Vehovarjem (1931–2014), projektirala prvo sodobno stavbo v Termah Čatež.
Med letoma 1959 in 1963 je oblikovala plakate za vinske sejme na Gospodarskem razstavišču v Ljubljani, ki je bilo v tistem času pomemben naročnik plakatov za sejemske prireditve.
Leta 1964 je bila prejemnica nagrade Prešernovega sklada.